# José Evangelista

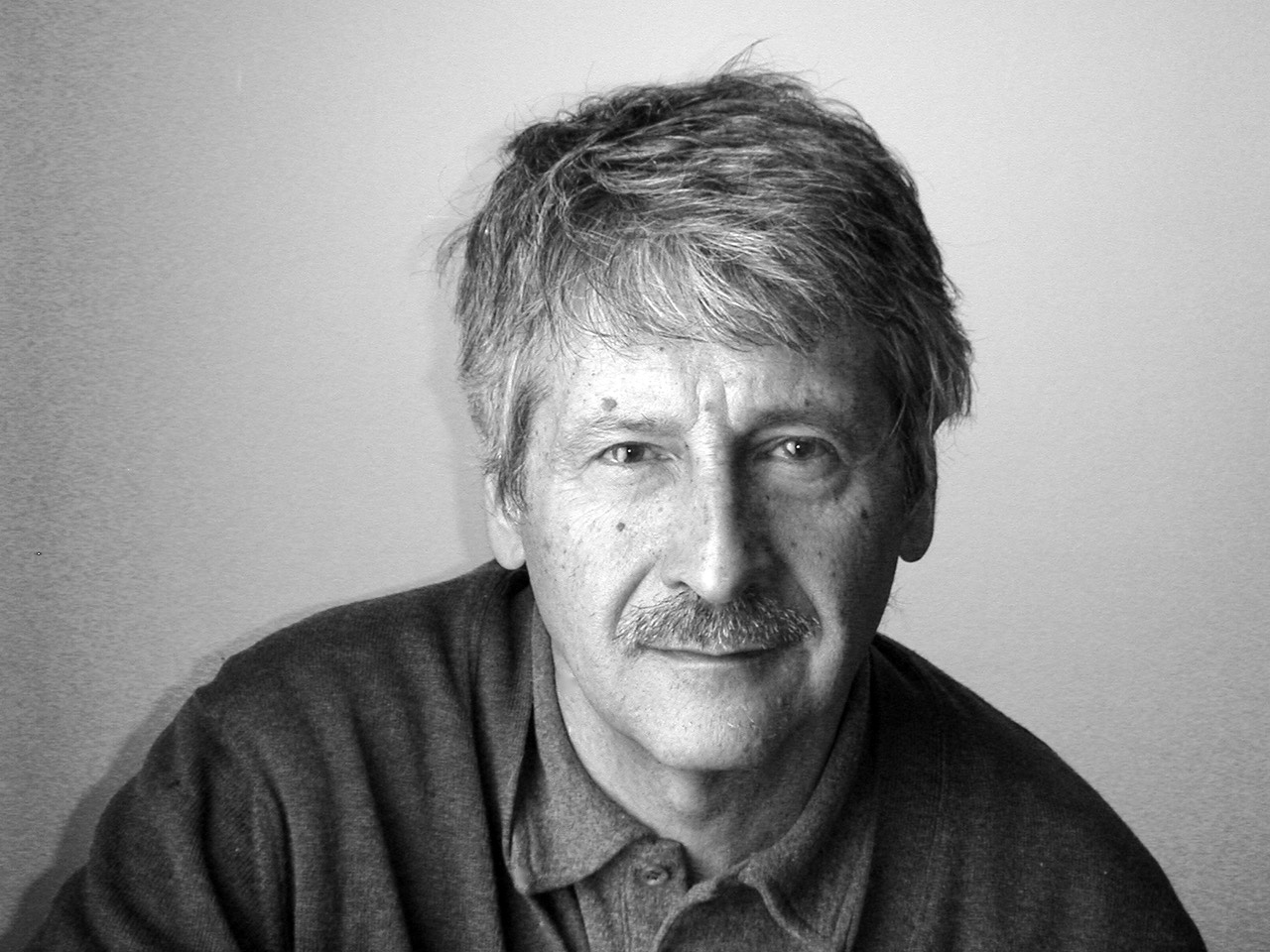
José Evangelista (2003)

José Evangelista (* 5. August 1943 in Valencia, Spanien; † 10. Januar 2023 in Montreal) war ein kanadischer Komponist spanischer Herkunft.

## Werdegang
Evangelista studierte von 1960 bis 1967 Physik an der Universität von Valencia und zugleich Harmonielehre, Komposition und Orchestration am Konservatorium der Stadt bei Vicente Asencio. 1979 übersiedelte er nach Kanada. Dort studierte er von 1970 bis 1973 an der Universität Montreal bei André Prévost und von 1976 bis 1981 an der McGill University bei Bruce Mather. Außerdem nahm er 1974 und 1984 an den Darmstädter Ferienkursen teil.
Ab 1972 unterrichtete Evangelista an der Universität Montreal, ab 1979 als Professor. Auf Reisen nach Java (1976), Bali (1980) und Burma (1986) studierte er javanische Gamelanmusik und burmesische Musik. Danach gründete er an der Universität den Balinese Gamelan Workshop. Er gehörte zu den Gründungsmitgliedern der Événements du neuf, einer Konzertgesellschaft für avantgardistische Musik, und der Traditions musicales du monde, einer Gesellschaft, die sich der Verbreitung der nicht-westlichen Musik widmet.
1986 war Evangelista Composer in Residence bei der Akademi Musik Indonesia in Yogyakarta und Gastkomponist der Darmstädter Ferienkurse, von 1993 bis 1995 Composer in Residence des Montreal Symphony Orchestra.

## Werke
- Sonatine für Flöte und Klavier, 1971
- Un mur à peine für Sopran und acht Musiker, 1972
- En guise de fête für Sopran und Kammerensemble, 1974
- Monsieur Plume, un homme paisible für Sopran und Cello, 1974
- Arabesco für Stimme und Cello, 1975
- Coros tejiendo, voces alternando für zwölf Stimmen, 1975
- Miroir fugace für Streichorchester, 1975
- Va-et-vient für Sopran, Flöte, Klarinette und elektrische Orgel, 1976
- Consort für drei Stimmen, zwei Harfen und Streicher, 1977
- Immobilis in mobili für drei Bläser, drei Streicher, zwei Klaviere und Schlagzeug, 1977
- Carrousel für Ondes Martenot und Vibraphon, 1978
- Vent d’est, Ballettmusik, 1979
- Motionless Move für drei Bläser, vier Streicher, Harfe, Keyboard, Schlagzeug, zwei Synthesizer und elektrische Gitarre, 1980
- Pentagramme, Ballettmusik, 1980
- Rainbow, Ballettmusik, 1981
- Light and Shade für 11 Musiker, 1981
- Ay, luna für gemischten Chor, 1981
- Brisé für Gitarre, 1982
- Vision für Mezzosopran, Klavier, Harfe, elektrische Gitarre, Cello und Vibraphon, 1982
- Clos de vie für Klavier, Harfe, Cembalo, elektrische Gitarre, Banjo, vier Streicher und Vibraphon, 1983
- Kotekan für gemischten Chor, 1983
- Rodolphe, Ballettmusik, 1983
- Duo staccato für Violine und Klavier, 1984
- Rondo für Lautenensemble, 1984
- Éléphant dans le noir für kleines Orchester, 1985
- Piano concertant für Klavier und Orchester, 1986
- Dans la nuit für Harfe, Synthesizer, Vibraphon und Marimbaphon, 1986
- Merapi für zwei Bläser, drei Streicher, Harfe und Vibraphon, 1986
- Nocturn i Albada für Gitarre, 1986
- Dum esset rex für gemischten Chor, 1986
- O quam suavis est für gemischten Chor, 1987
- Ecos für Orgel, 1987
- La Porte, Monodram für Sopran und Schlagzeug, 1987
- Monodas españolas für Klavier, 1988
- Monody Quartet für Kammerensemble, 1989
- O Bali für Kammerensemble, 1989
- Alice & friends, 1990
- Airs d’Espagne, 1992
- Symphonie minute, 1994
- "Exercises de style", Liedzyklus für Piano und Gesang mit Texten des gleichnamigen Romans von Raymond Queneau, 1997
- Alap & gat, 1998
- Exercices de conversation, Oper (Libretto von Eugène Ionesco), 2000
- Cancionero, 2001
- Concertino, 2001
- Manuscrit trouvé à Saragosse, Oper, 2001
- Concerto con brio für Streicher, 2004